# Sulawesiblauwstuitpapegaai
De sulawesiblauwstuitpapegaai (vroeger: Müllers papegaai) (Tanygnathus sumatranus) is een vogel uit de familie Psittaculidae (papegaaien van de Oude Wereld). De vogel werd in 1822 door Thomas Stamford Raffles beschreven. De vogel was onderdeel van een collectie balgen die was gelabeld als afkomstig uit Sumatra, vandaar de wetenschappelijke naam, hoewel de soort voorkomt op het eiland Sulawesi.

## Verspreiding en leefgebied
Deze soort komt voor op en rond Sulawesi en telt twee ondersoorten:
- T. s. sumatranus: Sulawesi en omliggende eilanden inclusief Banggai-eilanden en Soela-archipel.
- T. s. sangirensis: Sangihe-eilanden en Talaudeilanden (ten noorden van Sulawesi).

## Status
De grootte van de populatie is niet gekwantificeerd maar de soort wordt omschreven als zeer algemeen. Op de Rode lijst van de IUCN heeft deze soort de status niet bedreigd.